# پاپوشین
پاپوشین (انگلیسی: Papushin) یک شهرک در بخش آلکسیفسکی استان بلگورود کشور روسیه است.